# Rémy Dugimont
Rémy Dugimont (Saint-Cloud, 1º luglio 1986) è un ex calciatore francese, di ruolo attaccante.

## Carriera
Nella stagione 2006-2007 vince il Championnat de France amateur 2 (quinta divisione francese) con il RC France, con cui l'anno seguente gioca nel Championnat de France amateur. Dal 2008 al 2011 gioca fra quinta e quarta divisione francese con il Poissy, mentre nel 2011 si trasferisce al Rouen, con cui nel Championnat National 2011-2012 realizza 11 reti in 20 presenze nella terza divisione francese, categoria nella quale l'anno seguente va invece a segno per 12 volte in 35 presenze.
Nell'estate del 2013 si trasferisce al Clermont Foot, in Ligue 2, categoria nella quale tra il 2013 e l'agosto del 2018 mette a segno 40 reti in 166 presenze; nell'agosto del 2018 si trasferisce a campionato già iniziato all'Auxerre, sempre nella medesima categoria.

## Palmarès

### Club

#### Competizioni nazionali
- Championnat de France amateur 2: 1

RC France: 2006-2007